# 长距石斛
长距石斛（学名：Dendrobium longicornu）也称长角石斛，为兰科石斛属下的一个种。模式标本采自尼泊尔。